# Crambidia pura
Crambidia pura là một loài bướm đêm thuộc phân họ Arctiinae, họ Erebidae.